# LDC Group
LDC (Lambert Dodard Chancereul) es una empresa del sector agroalimentario francés especializada en la transformación y commercialización de aves de corral así como en la elaboración de platos preparados a base de carne. Compra aves de corral a los criadores a través de un sistema de contratos.
El grupo es uno de los líderes europeos del sector avícola en términos de volumen y posee, en particular, las marcas Le Gaulois, Maître CoQ, Marie, Traditions d'Italie, Poule et Toque, además de Nature y Respect. También lleva a cabo el sacrificio y la comercialización de los productos de Loué. El nombre de LDC proviene de las dos compañías que se fusionaron en 1968 para dar origen a la empresa: SA Lambert y SA Dodard chancereul dar origen a la empresa.
LDC cotiza en la bolsa de Euronext París - Compartimento A y forma parte de los índices : CAC All Shares y PEA.

## Histórial
La empresa LDC nació en 1968 mediante la fusión de dos PYME de la región Pays de la Loire . Luego, la empresa empleaba 90 personnes en Sablé-sur-Sarthe .
El grupo ha experimentado un fuerte crecimiento desde 1980, adquiriendo numerosas empresas, principalmente en el oeste de Francia . Desde 1999, LDC se ha desarrollado en Europa con la adquisición de empresas locales, principalmente en Polonia y Hungría.
Entre las adquisiciones importantes del grupo, podemos citar en particular :
- En 2001, la fusión con la empresa Huttepain,
- En 2005, la adquisición de la empresa Agis, especializada en la fabricación de platos preparados al vacío, propietaria de la marca Traditions d'Italie,[2]

- En 2009, se produjo la compra de Vendéen Arrivé y su marca Maître Coq, así como de la empresa de platos preparados Marie, propiedad del holding Uniq, por 60 millones de euros, con el fin de reforzar las divisiones de restauración y de alimentos congelados.[3]

- En 2015, reanudación de las actividades del grupo Avril.

En julio de 2022, la dirección de LDC anunció que entraría en negociaciones exclusivas con el grupo Avril con el objetivo de adquirir el negocio de la marca Matines.
Lista de las principales accionistas al 9 mars 2022:
| Accionista                                   | %      |
| -------------------------------------------- | ------ |
| Familia Lambert                              | 39.2 % |
| Familia Chancereul                           | 17.3 % |
| Cooperativa Agrícola de Agricultores de Loué | 9.35 % |
| Familia Huttepain                            | 8.86 % |
| Familia Guillet                              | 3,89 % |
| Sofiprotéol                                  | 3.11 % |
| Participación de los empleados               | 2.14 % |
| Finanzas DNCA                                | 1.36 % |
| Varenne Capital Socios                       | 0,81 % |
| Lazard Frères Gestion                        | 0,60 % |

## Organización
LDC se organiza en torno a cuatro polos :
- Polo Abastecimiento : incubación, cereales, fabricación de alimentos, cría, huevos.

- Polo Avícola : Sacrificio, corte, transformación y comercialización de aves de corral a través de una amplia oferta en cuanto a origen geográfica, especificaciones (etiqueta, certificada, clásica, orgánica, etc.) y presentación (pollos enteros, troceados, embutidos de ave, empanados, productos preparados, etc.).

- Polo de restauración : fabricación y comercialización de platos preparados, productos asiáticos, sándwiches, quiches y pizzas (Marie, Asian Traditions, Régalette, etc.).

- Polo internacional y de exportación: Presencia de sitios internacionales y exportación de los productos del grupo. Los sitios están presentes principalmente en Polonia, Hungría y Bélgica. La producción es local para la venta en el mercador local.

## Ubicaciones
En 2021, LDC posee 93 sitios, 14 plataformas y 10 organizaciones de producción principalmente en Francia, Hungría, Polonia y Bélgica. La empresa cuenta con más de 23.000 empleados.

## Volumen de negocios
La empresa generó 4.4 mil millones euros de facturación en 2020.

## Controversias
Varias filiales del grupo LDC han sido señaladas sobre el estado de salud de sus pollos, hacinados por miles en una atmósfera asfixiante. Genéticamente seleccionados para crecer rápidamente, los animales se mueven con dificultad : algunos son tan cojos que ya no pueden alcanzar los bebederos. Otros sufren lesiones importantes y tienen dificultades para respirar. Pollos agonizando junto a cadáveres en descomposición. Al contrario de lo que afirman los lobbys veganos, no todos los animales reciben sistemáticamente antibióticos  [ref. necesario] .

## Marcas comerciales en propiedad
- Le Gaulois

- María (marca) ;

- Maître CoQ (marca) ;

- Tradition d'Asie

- Réghlel (marca)